# Badenia-Wirtembergia
Badenia-Wirtembergia (niem. Baden-Württemberg) – kraj związkowy w południowej części Niemiec.

## Informacje ogólne
- stolica: Stuttgart
- liczba mieszkańców: 11 280 257 (31 grudnia 2022)[1]
- powierzchnia: 35 751,46 km²
- gęstość zaludnienia: 316 os./km²
- ważniejsze miasta: Mannheim, Karlsruhe, Fryburg Bryzgowijski, Heidelberg, Heilbronn, Ulm, Pforzheim.

## Geografia
Leży wzdłuż zachodniej granicy Niziny Górnoreńskiej, która ograniczona jest na wschodzie masywem górskim Schwarzwaldu, a na północnym wschodzie górami Odenwald. Większa część Badenii-Wirtembergii należy do dorzecza Renu (główny dopływ – Neckar), płynącego na granicy z Francją, pozostała do dorzecza Dunaju. Od południa, na granicy szwajcarskiej leży Jezioro Bodeńskie. Od wschodu ogranicza ją rzeka Iller.

## Historia

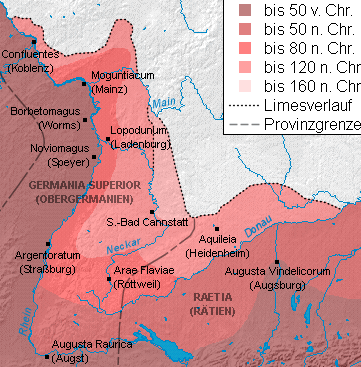
Zasięg Cesarstwa Rzymskiego na obszarze dzisiejszej Badenii-Wirtembergii

W starożytności sięgały tu granice Cesarstwa Rzymskiego. We wczesnym średniowieczu obszar był częścią państwa frankijskiego, a od 800 r. Imperium Karolińskiego. Od 915 r. głównym organizmem politycznym obszaru było Księstwo Szwabii, od 962 r. w granicach Świętego Cesarstwa Rzymskiego. Około 1083 r. ze Szwabii wyodrębniło się Hrabstwo Wirtembergii, a w 1112 r. Marchia Badeńska. Po 1190 r. Badenia się rozczłonkowała na mniejsze kraje, natomiast Wirtembergia w 1495 r. uzyskała status księstwa. Od 1576 r. pomiędzy Badenią i Wirtembergią istniały państwa Hohenzollern-Sigmaringen i Hohenzollern-Hechingen. Północno-zachodnia część dzisiejszego kraju związkowego przynależała do Palatynatu Reńskiego, który z kolei od 1777 r. przynależał do Bawarii, a fragmenty Bryzgowii i Szwabii znajdowały się pod władzą austriackich Habsburgów. W XVII w. część Bryzgowii wraz z Fryburgiem Bryzgowijskim przynależała do Francji. W 1771 r. Badenia ponownie została scalona w jedno państwo. W 1803 r. Badenia i Wirtembergia zostały przekształcone w elektoraty, a w 1806 r. Badenia została wielkim księstwem, a Wirtembergia królestwem. W tym okresie do Badenii włączono wschodnie ziemie Palatynatu Reńskiego oraz Bryzgowię, a austriackie posiadłości w Szwabii przypadły Wirtembergii. W 1803 r. dotychczasowe wolne miasto Wimpfen włączono do Landgrafostwa Hesji-Darmstadt. W 1850 r. państwa Hohenzollern-Sigmaringen i Hohenzollern-Hechingen zostały anektowane przez Prusy. W 1871 r. cały obszar znalazł się granicach Cesarstwa Niemieckiego.
Po referendum 9 grudnia 1951 w czterech regionach, w trzech krajach związkowych: Badenii, Wirtembergii-Badenii i Wirtembergii-Hohenzollern, większością 69,7% głosów mieszkańcy opowiedzieli się za połączeniem w jeden kraj związkowy. Przeciwna połączeniu była południowa część Badenii.
Kraj związkowy Badenia-Wirtembergia powstał formalnie 25 kwietnia 1952 i został potwierdzony 4 maja tzw. Bundesneugliederungsgesetz. Graniczy z następującymi krajami związkowymi: Nadrenią-Palatynatem, Hesją, Bawarią oraz ze Szwajcarią i Francją.

## Podział administracyjny
Badenia-Wirtembergia dzieli się na 35 powiatów oraz dziewięć miast na prawach powiatu, które łącznie tworzą cztery okręgi regencyjne (rejencje), jako jednostki administracji terenowej. Badenia-Wirtembergia jest też podzielona na dwanaście regionów, odpowiedzialnych między innymi za planowanie przestrzenne i organizację systemu ubezpieczeń. Jeden region składa się z kilku powiatów.
Okręgi regencyjne (Regierungsbezirke): Fryburg, Karlsruhe, Stuttgart i Tybinga
Regiony (Regionen): Bodensee-Oberschwaben, Donau-Iller, Heilbronn-Franken, Hochrhein-Bodensee, Mittlerer Oberrhein, Neckar-Alb, Nordschwarzwald, Ostwürttemberg, Rhein-Neckar, Schwarzwald-Baar-Heuberg, Stuttgart, Südlicher Oberrhein

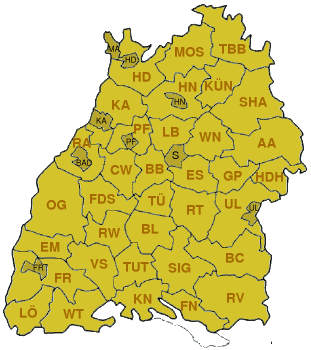
Podział Badenii-Wirtembergii na powiaty

Powiaty ziemskie (Landkreise): Alb-Donau (UL), Biberach (BC), Böblingen (BB), Breisgau-Hochschwarzwald (FR), Calw (CW), Emmendingen (EM), Enz (PF), Esslingen (ES), Freudenstadt (FDS), Göppingen (GP), Heidenheim (HDH), Heilbronn (HN), Hohenlohe (KÜN), Bodensee (FN), Karlsruhe (KA), Konstancja (KN), Lörrach (LÖ), Ludwigsburg (LB), Main-Tauber (TBB), Neckar-Odenwald (MOS), Ortenau (OG), Ostalb (AA), Rastatt (RA), Ravensburg (RV), Rems-Murr (WN), Reutlingen (RT), Rhein-Neckar (HD), Rottweil (RW), Schwäbisch Hall (SHA), Schwarzwald-Baar (VS), Sigmaringen (SIG), Tübingen (TÜ), Tuttlingen (TUT), Waldshut (WT), Zollernalb (BL)
Miasta na prawach powiatu (Stadtkreise): Baden-Baden (BAD), Fryburg Bryzgowijski (FR), Heidelberg (HD), Heilbronn (HN), Karlsruhe (KA), Mannheim (MA), Pforzheim (PF), Stuttgart (S), Ulm (UL)

## Polityka
- Premier: Winfried Kretschmann (Zieloni)[7]
- Partia rządząca: koalicja Zieloni-CDU[8]
- Landtag (154 miejsca): Sojusz 90/Zieloni – 58, CDU – 42, SPD – 19, FDP – 18, AfD – 17[9]
- Ostatnie wybory: 14 marca 2021 r.
- następne wybory: 2025

Premierzy Badenii-Wirtembergii (od 1952):
- 1952–1953: Reinhold Maier (DVP)
- 1953–1958: Gebhard Müller (CDU)
- 1958–1966: Kurt Georg Kiesinger (CDU)
- 1966–1978: Hans Karl Filbinger (CDU)
- 1978–1991: Lothar Späth (CDU)
- 1991–2005: Erwin Teufel (CDU)
- 2005–2010: Günther Oettinger (CDU)
- 2010–2011: Stefan Mappus (CDU)
- od 2011: Winfried Kretschmann (Zieloni)[10]

## Gospodarka
Na dzień 30 września 2011 roku w landzie zarejestrowanych było 132 629 przedsiębiorstw. Zatrudnianych w nich było około 729 000 osób. Obrót wyniósł 80 miliardów euro.
W regionie występuje przemysł samochodowy (główny ośrodek przemysłu samochodowego w Niemczech – Mercedes-Benz, Porsche, oraz fabryka Audi w Neckarsulm), elektrotechniczny (Bosch), maszynowy (ZF Friedrichshafen), a także elektroniczny, optyczny, precyzyjny (zwłaszcza zegarmistrzowski), ponadto włókienniczy, odzieżowy i chemiczny. Niewielkie znaczenia ma górnictwo (sól kamienna). Uprawia się tutaj zboża, buraki cukrowe, tytoń, chmiel, ziemniaki, warzywa oraz winorośle.
Udział eksportu w przemyśle zbliżał się w 2012 do 50%.

## Turystyka

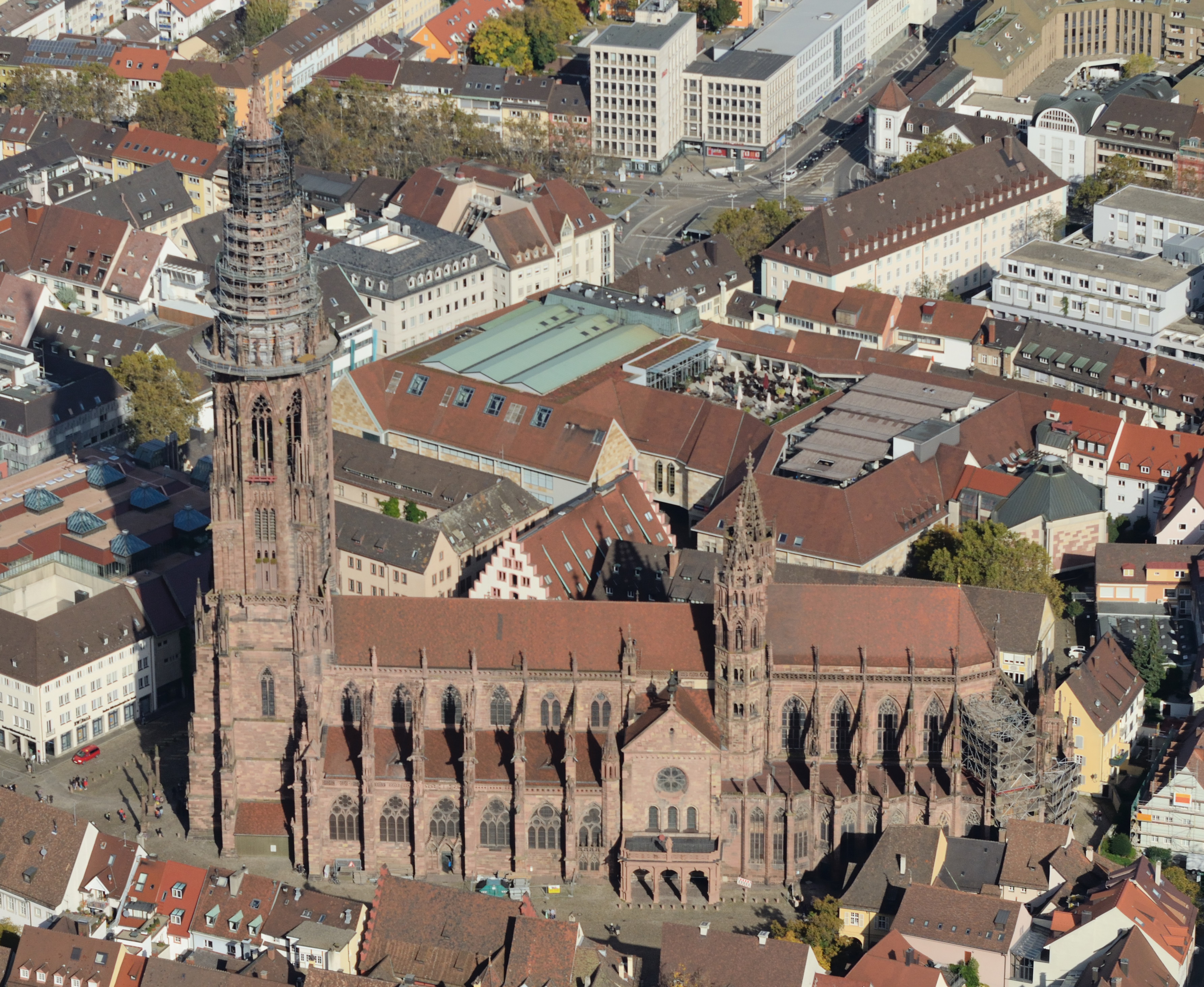
Katedra Najświętszej Marii Panny we Fryburgu Bryzgowijskim

Badenia-Wirtembergia jest atrakcyjna pod względem turystycznym i charakteryzuje ją rozwinięty ruch turystyczny, zwłaszcza w Schwarzwaldzie i nad Jeziorem Bodeńskim. Spośród uzdrowisk najbardziej znane jest Baden-Baden. Atrakcję stanowią zabytkowe miasta uniwersyteckie Heidelberg i Tybinga, katedry we Fryburgu Bryzgowijskim i Ulm, zabytki i muzea w Stuttgarcie, Karlsruhe i Konstancji, zamki, pałace i klasztory nad Renem, Neckarem i Dunajem oraz barokowe kościoły i klasztory w Górnej Szwabii.